# Miraval Studios
Miraval Studios, anciennement Studio Miraval, est un studio d'enregistrement situé dans le château de Miraval, un domaine de 900 hectares situé à Correns dans le département du Var en France. De classe internationale, il a été fréquenté et utilisé par de nombreux groupes tels que Pink Floyd, AC/DC, The Cranberries, etc.
Fondé en 1977 par le pianiste de jazz Jacques Loussier et l'ingénieur du son Patrice Quef sous le nom de Studio Miraval, il est en activité jusqu’au milieu des années 2000, mais n'est pas exploité par les acteurs Brad Pitt et Angelina Jolie lorsqu'ils deviennent propriétaires du domaine en 2011. L'activité reprend durant l’été 2022 lorsque Brad Pitt — désormais séparé d'Angelina Jolie — et le producteur français Damien Quintard (en) rouvrent les studios, totalement restaurés et réaménagés sous le nom de Miraval Studios.

## Studio Miraval (1977 – années 2000)

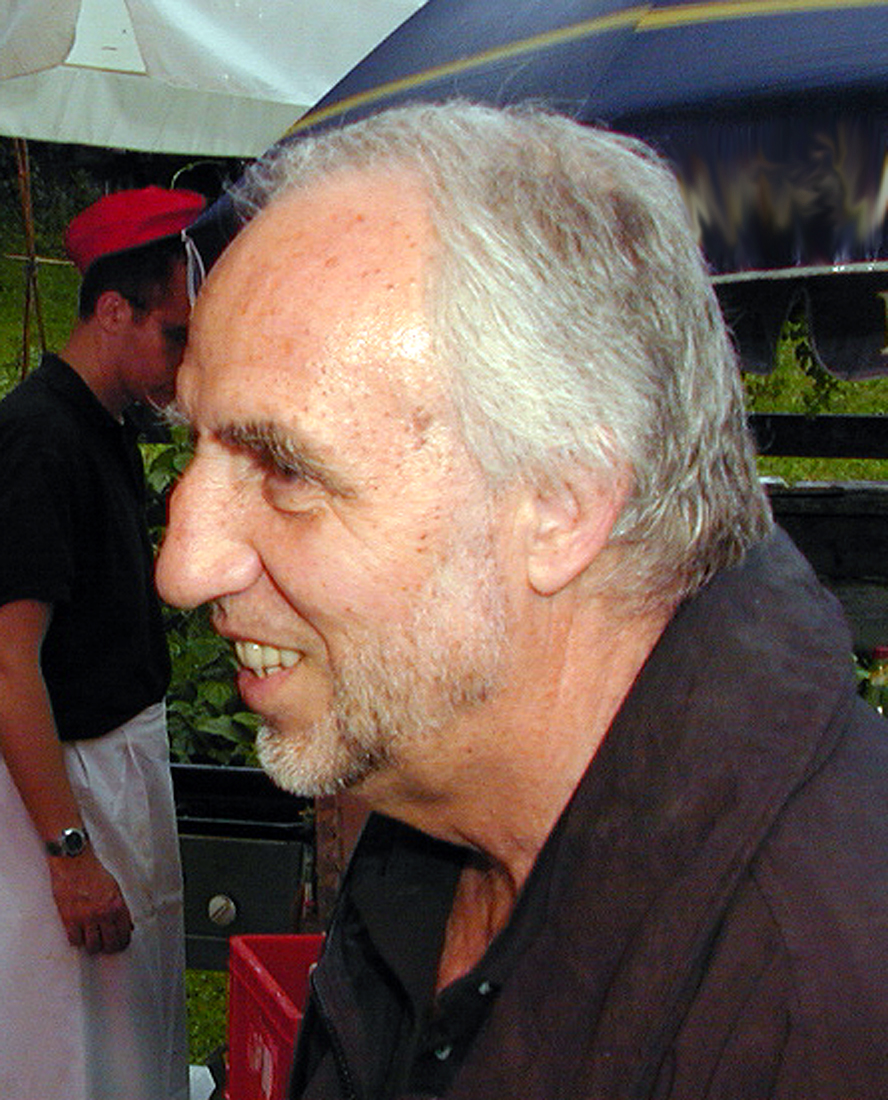
Jacques Loussier, fondateur du Studio Miraval.

En 1977, le pianiste de jazz Jacques Loussier achète le château de Miraval, grande bastide de Provence située dans la commune de Correns dans le Var (France) et entourée d’un domaine d'aujourd'hui 900 hectares comportant un domaine viticole du vignoble de Provence. Il y fonde le studio Miraval en compagnie de Patrice Quef, qui sera son ingénieur du son.
Loussier l'utilise quelque temps à son propre usage,,, avant l'arrivée des premiers artistes, dont les chanteurs français Maxime Le Forestier, Pierre Vassiliu et Alain Bashung (qui y enregistre l'album Fantaisie militaire), ainsi que des musiciens tels que Jacob Desvarieux, Philippe Draï et Christophe Zadire.
Le studio est ensuite utilisé commercialement par de nombreux artistes internationaux, dont Pink Floyd, qui y enregistre en partie l'album The Wall en 1979, le groupe Ange, pour l'album Vu d'un chien en 1980, et The Cure, qui y séjourne durant l'enregistrement de l'album Kiss Me, Kiss Me, Kiss Me, sorti en 1987. AC/DC y produit Blow Up Your Video, sorti en 1988, et Wham! l'album Make It Big. Jon Anderson et ABWH y enregistrent également en avril 1990 et les Français d'Indochine y réalisent leurs albums 7000 danses et Un jour dans notre vie. Le studio sert aussi de cadre à l'enregistrement de disques de Sting, des Cranberries ou encore de Chris Rea (The Road to Hell en particulier). En 1990, c'est Judas Priest qui y enregistre Painkiller.
En 1998, Jacques Loussier vend les murs et le domaine à l'homme d'affaires américain Tom Bove,, mais l'activité du studio, dirigé par Patrice Quef, souffre de la crise du disque durant les années 2000. Plus tard, les Allemands de Rammstein y enregistrent leur album Mutter, Courtney Love y passe quelques semaines en 2003 et en 2006, et le groupe britannique Muse y enregistre une partie de l'album Black Holes and Revelations.
En 2011, après les avoir loués pendant trois ans pour leurs vacances, les acteurs Brad Pitt et Angelina Jolie achètent le château et son domaine mais décident de ne pas exploiter le studio.

## Miraval Studios (2022-)
Durant l’été 2022, Brad Pitt, désormais séparé d'Angelina Jolie qui a revendu ses parts du domaine de Miraval, et le producteur français Damien Quintard (en) rouvrent ce lieu totalement repensé et rebaptisé Miraval Studios qui attire rapidement de grands noms tels que Sade, Justice et Travis Scott.
Brad Pitt qui, passionné d'architecture, a déjà construit des maisons pour les victimes de l'ouragan Katrina par le biais de sa fondation Make It Right, et Damien Quintard, primé de nombreuses fois pour ses talents de producteur, se sont rencontrés à Paris et partagent « la vision commune d'un studio d'enregistrement où l'on se sent comme chez soi. [...] Le plus important, c'est l'inspiration qu'un lieu comme celui-ci peut amener. C'est ce que les artistes viennent chercher. »
L'une des premières nouveautés du studio est une console dotée de capacités analogiques et numériques hybrides, d'un système Dolby Atmos et de toute la technologie nécessaire au pré-mixage pour des projets de cinéma et de télévision. Des cabines d'enregistrement et des stations de travail pour le montage du son et de la vidéo sont également incluses.
Le studio est utilisé par Travis Scott pour la création de son album Utopia.
Le rappeur SCH a révélé avoir finalisé son album JVLIVS III au domaine de Miraval. Il a souligné l'importance de ce lieu pour la réalisation de son album, visant à enrichir sa musique avec des sonorités acoustiques et outils analogiques.